# برگ سدابی پلوری
برگ سدابی ساده، برگ سدابی پلوری (نام علمی: Thalictrum simplex) نام یک گونه از تیره آلالگان است.